# Lions Style
Lions Style（ライオンズスタイル）はプロ野球・パシフィック・リーグの埼玉西武ライオンズの情報誌（フリーペーパー）である。2015年創刊。

## 概要
- 2015年3月23日発行開始[1]「野球観戦の楽しさをお届けするフリーマガジン」とのコンセプトの元、ライオンズのホームスタジアム・西武ドームでのイベント･グルメ･チケット情報、選手に対するQ&Aコーナーなどで構成されている。
- 配布場所は小竹向原駅・西武球場前駅・西武園ゆうえんち駅を除く西武鉄道各駅及びライオンズストア（西武ドームに併設されている「ライオンズストア フラッグス」は除く。）である。
- 発行頻度は創刊案内に第1号が「4月号」と記載があることから月刊であると思われる。
- 2013年、2014年に発行されていたライオンズのフリーペーパーであるLIONS MAGAZINEは埼玉西武ライオンズ公式サイトにてPDF版をダウンロードすることが出来たが、Lions StyleではPDF版のダウンロードは出来ない。

## 仕様
- A4判
- オールカラー全16ページ

## 主な内容
- 巻頭特集（第1号は「野球場に行こう!!」）
- 教えて！ライオンズ!!
- ファンスナップ 獅子撮！
- イベント情報
- チケット情報